# Magnant
Magnant é uma comuna francesa na região administrativa de Grande Leste, no departamento de Aube. Estende-se por uma área de 15,32 km². Em 2010 a comuna tinha 164 habitantes (densidade: 10,7 hab./km²).